# اکو (آلاباما)
اکو (به انگلیسی: Echo) یک منطقهٔ مسکونی در ایالات متحده آمریکا است که در شهرستان داله، آلاباما واقع شده‌است. اکو ۱۳۸٫۰۸ متر بالاتر از سطح دریا واقع شده‌است.